# Cyrkumwalacja
Cyrkumwalacja, linia cyrkumwalacyjna (łac. circumvallo – otaczać wkoło wałem, obwałować) – w działaniach oblężniczych zewnętrzna linia umocnień w postaci wału ziemnego otaczająca obleganą twierdzę bądź miasto, która stanowiła dla wojsk oblegających osłonę przed odsieczą z zewnątrz. Zastosowana po raz pierwszy już w starożytności. Przykładem może być oblężenie Alezji przez Juliusza Cezara w 52 r. p.n.e. Później stosowana w średniowieczu i czasach nowożytnych (m.in. przy oblężeniu Ostendy), aż do wojny francusko-pruskiej w latach 1870–1871.